# Skandławki
Skandławki (deutsch Skandlack) ist ein Dorf in Polen in der Woiwodschaft Ermland-Masuren. Es gehört zur Landgemeinde Srokowo (Drengfurth) im Powiat Kętrzyński (Rastenburg).

## Geographische Lage
Das Dorf liegt im Nordosten Polens, etwa sieben Kilometer südlich der Staatsgrenze zum russischen Oblast Kaliningrad. Der Gemeindesitz Srokowo liegt acht Kilometer südöstlich, die Kreisstadt Kętrzyn (deutsch Rastenburg) 21 Kilometer südlich.

## Geschichte

### Ortsgeschichte
Skandlack (nach 1785 auch Sckandlack) war 1785 ein „adlig Gut mit 12 Feuerstellen“. 1817 verfügte es über 12 Wohngebäude, in welchen 187 Menschen lebten.
Etwa 1821 wurden die Ländereien Eigentum der Familie Siegfried auf Jäglack (polnisch Jegławki). 750 Meter westlich des Dorfes entstand eine größere Ziegelei, die von regionaler Bedeutung war.
Am 30. April 1874 wurde Skandlack Amtsdorf und damit namensgebend für einen Amtsbezirk, der bis 1929 bestand und zum Kreis Rastenburg im Regierungsbezirk Königsberg in der preußischen Provinz Ostpreußen gehörte.
Am 30. September 1928 gab der Gutsbezirk Skandlack seine kommunale Eigenständigkeit auf und schloss sich mit der Landgemeinde sowie dem Gutsbezirk Sausgörken (polnisch Suchawa) und Teilen von Jäglack (Jegławki) zur neuen Landgemeinde Sausgörken zusammen. Der Amtsbezirk Sandlack wurde am 8. April 1929 in „Amtsbezirk Sausgörken“ umbenannt.
1945, am Ende des Zweiten Weltkrieges, marschierte die Rote Armee in die Gegend ein. Als Folge des Krieges wurde Skandlack als Skandławki Teil der Volksrepublik Polen. Hier wurde eine staatliche Landwirtschaftsgenossenschaft errichtet und im Gutshaus Wohnungen für die Arbeiter der Genossenschaft eingerichtet. 1970 wurden 104 Einwohner in Skandławki gezählt. 1973 wurde das Dorf Teil des Schulzenamtes (sołectwo) Wilczyny (Wolfshagen) in der Gemeinde Srokowo.

### Einwohnerzahlen
| Jahr | Anzahl |
| ---- | ------ |
| 1820 | 187    |
| 1885 | 137    |
| 1905 | 122    |
| 1910 | 140    |
| 1970 | 104    |

### Amtsbezirk Skandlack (1874–1929)
Bei seiner Errichtung gehörten vier Dörfer zum Amtsbezirk Skandlack. 1929 wurden nur noch zwei in den Nachfolgeamtsbezirk Sausgörken umgegliedert:
| Deutscher Name    | Polnischer Name | Bemerkungen                                       |
| ----------------- | --------------- | ------------------------------------------------- |
| Meistersfelde     | Gęsiki          |                                                   |
| Sausgörken (Dorf) | Suchawa         |                                                   |
| Sausgörken (Gut)  |                 | 1928 in die Landgemeinde Sausgörken eingegliedert |
| Skandlack         | Skandławki      | 1928 in die Landgemeinde Sausgörken eingegliedert |

## Schloss Skandlack

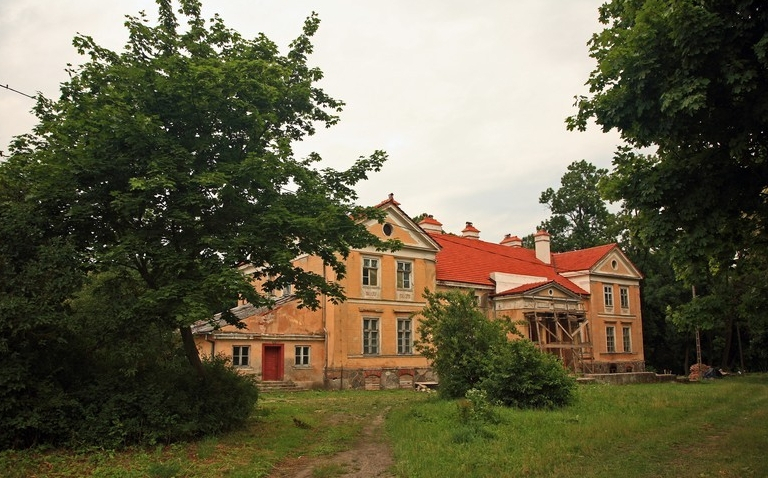
Schloss Skandlack

Das Schloss Skandlack wurde 1844 in spätklassizistischem Stil als Gutshaus errichtet. Die Pläne dazu stammten vom Architekten Leo von Klenze (1784–1864). Um 1900 gehörte zum Gut eine Fläche von 506 Hektar, davon 160 Hektar Wald. Von der Innenausstattung des Wohnhauses ist bis heute eine alte Eichentreppe mit schönem Schnitzwerk und Geländertäfelung erhalten, außerdem Türen und Fensterrahmen.
Der zum Schloss gehörende einst riesige Park mit zwei größeren Teichen ist heute verwildert. Er wies ursprünglich verschiedenste Baumarten und malerische Blickachsen auf.

## Kirche
Skandlack war bis 1945 in die evangelische Kirche Barten in der Kirchenprovinz Ostpreußen der Kirche der Altpreußischen Union sowie in die katholische Kirche Rastenburg im damaligen Bistum Ermland eingepfarrt. Heute gehört Skandławki evangelischerseits wieder zu Barciany, jetzt in der Diözese Masuren der Evangelisch-Augsburgischen Kirche in Polen gelegen. Und auch katholischerseits ist der Ort nach Barciany eingegliedert und gehört zur dortigen Herz-Mariä-Kirche.

## Verkehr
Das Dorf Skandławki liegt an einer Nebenstraße die in südlicher Richtung nach etwa drei Kilometern bei Jegławki (Jäglack) in die Woiwodschaftsstraße 650 mündet. In westlicher Richtung führt die Straße über Suchawa (Sausgörken) und Gęsiki (Meistersfelde) nach Barciany (Barten). Im Norden teilt sich die Straße nach etwa zwei Kilometern bei Łęknica.
Der Ort verfügt über keinen eigenen Bahnanschluss mehr. Bis 1945 war Skandlack Bahnstation an der Bahnstrecke Barten–Nordenburg, die von den Rastenburger Kleinbahnen betrieben und nach 1945 nicht reaktiviert wurde. Der nächste Bahnhof heute befindet sich zwanzig Kilometer südlich in Kętrzyn oder südwestlich in etwa gleicher Entfernung in Korsze (Korschen). Dort gibt es Direktverbindungen nach Olsztyn (Allenstein) und Posen sowie nach Ełk (Lyck) und Białystok.
Der nächstgelegene internationale Flughafen ist der Flughafen Kaliningrad, der sich etwa 90 Kilometer nordwestlich auf russischem Hoheitsgebiet befindet. Der nächste internationale Flughafen auf polnischem Staatsgebiet ist der etwa 190 Kilometer westlich befindliche Lech-Wałęsa-Flughafen Danzig.

## Persönlichkeiten

### Aus dem Ort gebürtig
- Julius Siegfried (* 9. Juli 1835 in Skandlack), deutscher Verwaltungsbeamter († 1901)